# Krzemień czekoladowy

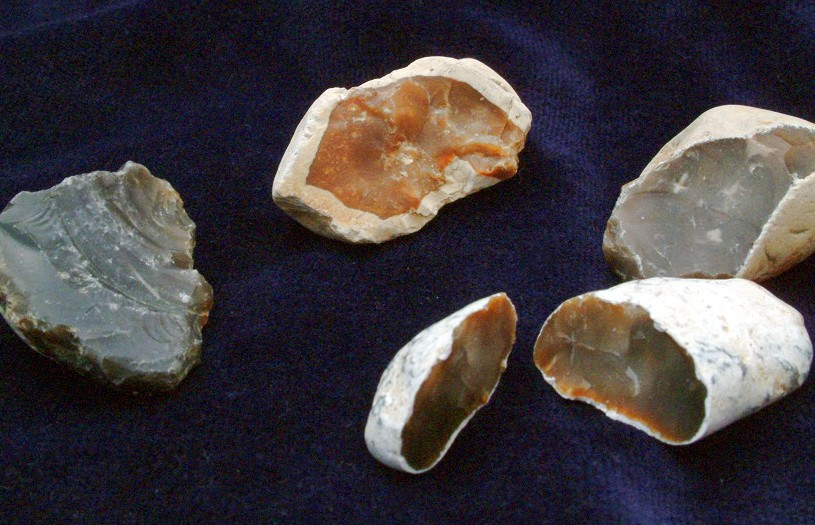
krzemień

Krzemień czekoladowy. Jest to jedna z wielu odmian krzemienia. Powstała w okresie jurajskim.
Charakteryzuje się grubą korą wapienną, jednolitą budową i ciemnym kolorem (czarny, karmelowy itp.). Formy występowania surowca płytowate i soczewkowate.
Występuje głównie w południowym obszarze Polski, okolicach Radomia i w Górach Świętokrzyskich  .
Używany był przez człowieka od środkowego paleolitu aż do epoki brązu.